# آلفا رومئو بررا

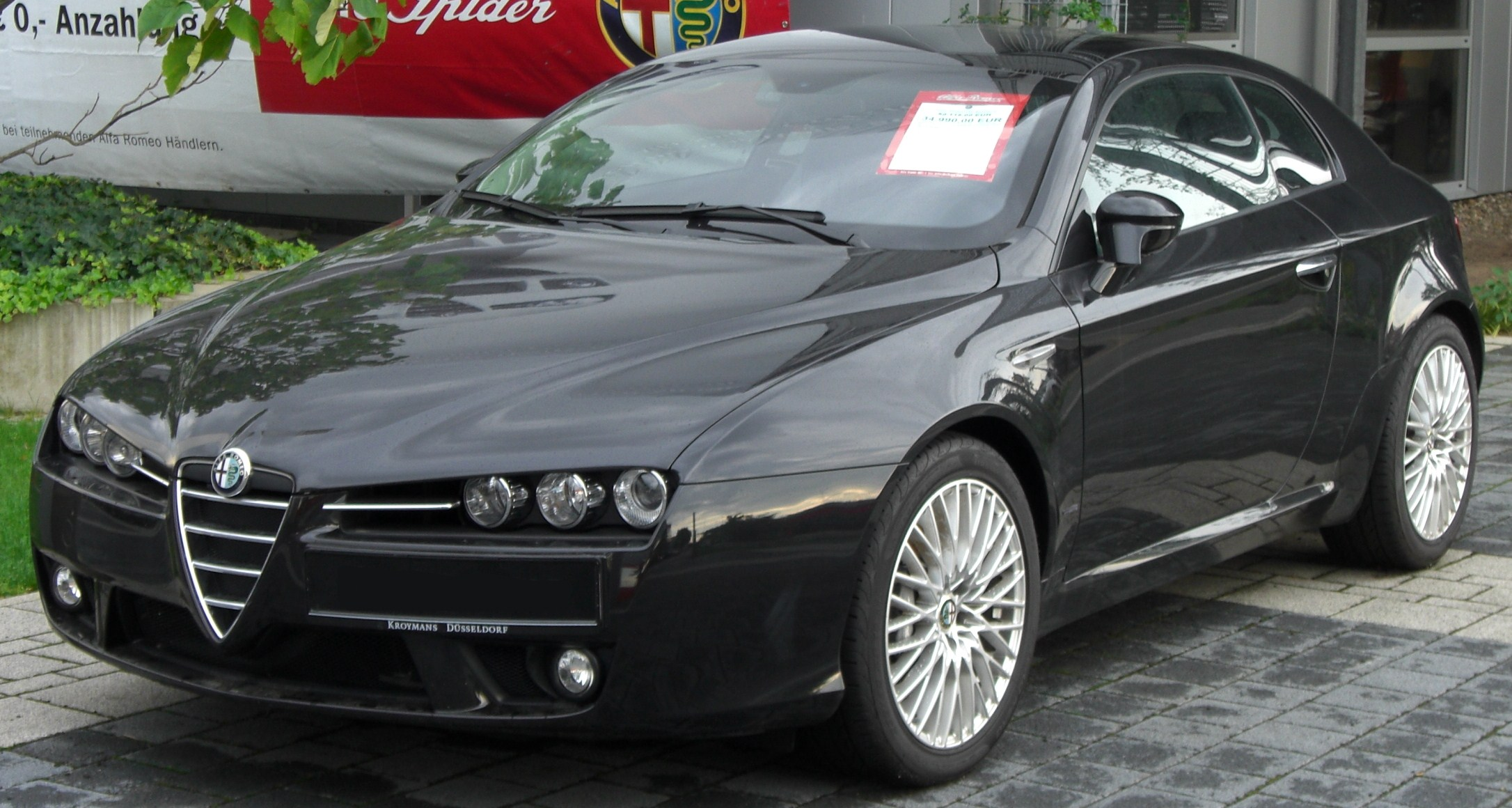

آلفارومئو بررا (Alfa Romeo Brera) خودرویی است که در سال‌های Brera ۲۰۰۵ تا ۲۰۱۰/> Spider ۲۰۰۶–۲۰۱۰در ایتالیا و پینینفارینا تولید شده‌است.
این خودرو در کلاس خودرو اسپورت قرار گرفته، طراحی آن موتور جلو، خودرو محور جلو، خودرو چهار چرخ محرک بوده است. سیستم جعبه‌دندهٔ آن ۶ و ۶ دنده به دو صورت خودکار و دستی است.